# Tivedens landskommun
Tivedens landskommun var en tidigare kommun i dåvarande Skaraborgs län.

## Administrativ historik
Kommunen bildades som storkommun vid kommunreformen 1952 genom sammanläggning av de tidigare kommunerna Finnerödja landskommun och Tiveds landskommun. Den upphörde 1967 och området gick upp i Laxå köping, som 1971 ombildades till Laxå kommun, Örebro län.
Kommunkoden var 1645.

### Kyrklig tillhörighet
I kyrkligt hänseende tillhörde kommunen Finnerödja församling och Tiveds församling. Sedan 2006 omfattar Finnerödja-Tiveds församling samma område som Tivedens landskommun.

## Geografi
Tivedens landskommun omfattade den 1 januari 1952 en areal av 397,91 km², varav 313,99 km² land.

### Tätorter i kommunen 1960
I Tivedens landskommun fanns tätorten Finnerödja, som hade 706 invånare den 1 november 1960. Tätortsgraden i kommunen var då 28,0 procent.

## Politik

### Mandatfördelning i valen 1950-1962
| 11 | 15 | 9 |

| 33 |

| 13 | 9 | 7 | 6 |

| 33 |

| 12 | 8 | 9 | 6 |

| 33 |

| 13 | 8 | 8 | 6 |

| 32 |